# 79410 Wallerius
79410 Wallerius è un asteroide areosecante della fascia principale. Scoperto nel 1997, presenta un'orbita caratterizzata da un semiasse maggiore pari a 2,3785986 UA e da un'eccentricità di 0,2032566, inclinata di 25,14953° rispetto all'eclittica.